# Porter Emerson Browne
Pour les articles homonymes, voir Browne.
Porter Emerson Browne (né en 1879 à Beverly (Massachusetts), mort en 1934) est un dramaturge américain.
Parmi ses pièces figurent A Fool There Was (1909), adapté deux fois au cinéma en 1915 (Embrasse-moi, idiot) et en 1922; The Spendthrift (1910); Chains (1912); et The Bad Man (1920) adapté trois fois au cinéma en 1923, 1930 et 1941.
Il a coécrit le scénario du film The Fighting Roosevelts réalisé par William Nigh sur la vie du président Theodore Roosevelt.